# Vizio greco

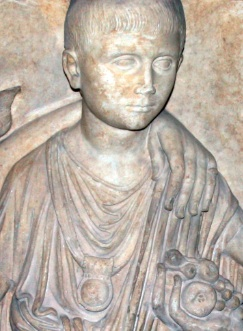
Particolare della tomba-monumento di un giovane che mostra un antico ragazzo romano con indosso una bulla, l'amuleto pensato per proteggere un bambino nato libero da influenze sovrannaturali malevoli e che lo segnava come sessualmente indisponibile/intoccabile.

Con la conquista della Grecia nel II secolo a.C., assieme alla cultura Roma assorbe anche molte usanze, espresse nella lingua latina con "mos Graeciae" o "mos Graecorum", comprese, ma non limitate ad esse, anche certe pratiche sessuali tra cui quella che gli antichi romani chiamavano vizio greco, la sessualità praticata con adolescenti, il cosiddetto "amore efebico".
Fin dai primi tempi della repubblica era perfettamente comune per un uomo poter desiderare un ragazzo; tuttavia, risultando illegale commettere l'atto della penetrazione su giovani nati liberi, i soli che erano legalmente autorizzati ad assumere il ruolo di partner sessuale passivo erano gli schiavi e gli ex-schiavi liberti ma, anche in questo caso, solo con i loro padroni o ex-padroni. Per gli schiavi adolescenti e finanche bambini non vi era alcuna protezione legale, neppure in caso di palese violenza sessuale.
Tuttavia già al tempo di Orazio, il vizio greco cominciava ad essere praticato e Cicerone notava che «questa abitudine di amare i ragazzi mi sembra che sia nata nei ginnasi greci, nei quali questi amori sono liberi e tollerati». Anche Tacito, in età imperiale, attaccava i costumi greci fatti di "gymnasia et otia et turpes amores" (palestre, ozi e amori inconfessabili) ritenendoli un'offesa al mos maiorum (costume degli avi), contrari al rigore del "civis Romanus" e motivo dell'indebolimento e del rammollimento della società romana stessa.
Nel mondo greco la pederastia svolgeva una funzione pedagogica nel senso che il giovanetto si affidava, come a un maestro, a un adulto esperto della vita che stabiliva con il discepolo un rapporto spirituale e fisico che lo aiutasse a divenire adulto. La pratica sessuale tuttavia doveva cessare non appena l'adolescente entrava nell'età adulta altrimenti sarebbe stata condannata e punita severamente.
A Roma il rapporto sessuale con gli adolescenti venne regolato dalla Lex Scantinia (149 a.C.) che condannava espressamente l'adulto nel caso di rapporti omosessuali tra un adulto e un puer (stuprum cum puero) o praetextatus, mentre nel caso di rapporto omosessuale tra cittadini liberi adulti veniva punito quello che tra i due assumeva il ruolo passivo, con una multa che poteva ammontare fino a 10.000 sesterzi. Il ruolo passivo, infatti, era considerato in conflitto con il valore della virilità e con l'idea della superiorità sopra gli altri popoli della Gens Romana, destinata quindi a dominarli anche sessualmente
Analizzando i testi e i poemi degli scrittori antichi, non si può fare a meno di notare alcune apparenti contraddizioni, almeno dal punto di vista del pensiero moderno, sul tema dell'omosessualità: se da una parte infatti molti scrittori esaltano e descrivono le gesta omoerotiche, vantandosi di conquiste amorose nei confronti di giovani, schiavi e liberti (in molte tra le poesie di Caio Valerio Catullo), o addirittura dando consigli su come conquistare i ragazzi (come fa Albio Tibullo); dall'altra, altri scrittori, se non gli stessi, ironizzano, in modo molto spesso violento, contro chi si macchia di effeminatezza soprattutto se cittadini romani, scherniti e derisi quando non violentemente attaccati come responsabili di una scandalosa causa di decadimento sociale.